# Escrime en Italie
L'escrime est un des sports dans lesquels l'Italie a remporté le plus de médailles dans les différents championnats internationaux. L'Italie a remporté 121 médailles en escrime aux Jeux olympiques, ce qui en fait la première puissance de ce sport.

## Organisation
Depuis 1909 l'escrime est organisée dans le pays par la fédération italienne d'escrime (FIS). Elle organise la formation des maîtres d'armes et les compétitions sur le territoire national.

## Championnats d'Italie
Les championnats d'Italie d'escrime ont lieu chaque année. 

## Les champions
Depuis les débuts de l'ère olympiques l'Italie a formé des tireurs qui comptent parmi les plus grands escrimeurs de l'histoire. Outre les frères Nedo et Aldo Nadi, respectivement détenteurs de six et trois médailles d'or olympiques, Edoardo Mangiarotti remporte 13 médailles olympiques, dont six en or, une individuel et cinq par équipe.
Plus récemment, Valentina Vezzali remporte neuf médailles olympiques, trois titres consécutifs en fleuret de 2000 à 2008 et trois titres par équipe, et seize titres mondiaux.

## Palmarès
- Aux jeux olympiques

|                         |    |    |    |   |   |   |
| Épée                    | 7  | 3  | 5  | 0 | 1 | 0 |
| Épée par équipes        | 8  | 3  | 3  | 0 | 1 | 0 |
| Fleuret                 | 8  | 4  | 8  | 6 | 3 | 5 |
| Fleuret par équipes     | 6  | 5  | 1  | 3 | 1 | 2 |
| Sabre                   | 2  | 6  | 3  | 0 | 0 | 0 |
| Sabre par équipes       | 4  | 11 | 4  | 0 | 0 | 0 |
| Sabre (Maîtres d'armes) | 1  | 0  | 0  | - | - | - |
| Total                   | 36 | 33 | 24 | 9 | 6 | 7 |